# Crocifisso di Frate Elia
Il Crocifisso di Frate Elia era una croce sagomata e dipinta a tempera e oro su tavola di Giunta Pisano, datata al 1236 e conservata nella basilica di San Francesco ad Assisi, distrutta nel XVII secolo. Era firmata "Frater Elias fieri me fecit / Iesu Christe pie / miserere precantis Elias / Iuncta Pisanus me pinxit A.D. MCCXXXVI ind. 9".

## Storia e descrizione
L'opera è nota da una copia seicentesca nel palazzo comunale di Assisi e di riflesso da derivazioni, come la Croce del Maestro di San Francesco, che si ritiene abbastanza fedele all'originale.
Era un'opera di grande importanza, forse la prima croce monumentale dipinta dall'artista e commissionata direttamente da Frate Elia, generale dell'ordine francescano, che vi doveva anche apparire come piccolo committente. Già situata nella basilica superiore di San Francesco andò perduta con la distruzione dell'iconostasi dopo il Concilio di Trento.
Si trattava, inoltre, dell'unica opera datata di Giunta e di una delle più antiche rappresentazioni, forse la prima di un artista italiano in assoluto, del Christus patiens su scala monumentale (erano note opere di maestri bizantini come la nota Croce n. 20 di Pisa), tanto promosse dai francescani. Essa inoltre aveva aperto le porte alla carriera dell'artista, in seguito chiamato da altre importanti istituzioni religiose, come la casa madre dei Domenicani a Bologna.